# 2020年臺北燈節
2020臺北燈節（英語：2020 Taipei Lantern Festival）為在臺灣臺北市舉辦的臺北燈節，展覽時間為2020年2月8日至2月16日。舉辦地點從往年的單一展區改變為東、西雙展區，範圍從西門町、北門、臺北行旅廣場以及南港區的南興公園。
臺北市政府觀光傳播局將臺北最High新年城跨年晚會、臺北燈節、白晝之夜等活動列為首要提升臺北市全球知名度的活動，以吸引外國觀光客來臺北市觀光。
台北捷運為了連結臺北燈節的南港（東）與西門（西）兩大主燈展區的板南線，設計了一列彩繪列車。
這列車從1月15日起每天早上6點起在板南線準時出發，載民眾一起逛燈節。

## 開幕典禮

### 東區開幕
- 台北市副市長蔡炳坤、立委高嘉瑜到東區的南港區南興公園為東區展區舉行開幕。

### 西區開幕
- 關島觀光局臺灣代表嚴樹芬、歐洲學校董事長大衛給特力、日本台灣交流協會首席副代表星野光明、日本松山市副市長梅岡伸一郎、臺北市市長柯文哲、副市長黃珊珊、觀傳局局長劉奕霆，為西區展區舉行開幕[5][6]。

#### 西區開幕表演
- 開幕邀請臺灣名模林志玲的先生AKIRA擔任開幕演出[7]

## 雙主燈
該年在南港、西門兩個主展場的主燈分別是展風神、躲貓貓

### 東區主燈展風神
主燈是設計師李文政、林舜龍、建築師王士芳與集智館策展團隊一起打造。主燈「展風神」(tián hong sîn)寬達九米，外型「生猛、不受拘束」，是設計師從最能代表台灣人生活的機車做為原型，設計出有雙腳與翅膀，象徵離開故鄉而來到都市的民眾如同老鼠般在台北市的大街小巷內穿梭，尋找實現夢想並展翅高飛的機會。

### 西區主燈躲貓貓
主燈是設計師李文政、林舜龍、建築師王士芳與集智館策展團隊一起打造。主燈「躲貓貓」以大貓咪x鼠寶寶做為主要角色，以夢幻、童真的繪本元素，把西門町的街頭打造成一個夢境場景。

## 雙展區

### 東區展區
- 東區地景藝術燈區：Light tube，瓦豆/江佶洋、柯秋地。
- 東區親子互動燈區：起司月球狂想，林宇儂。

### 西區展區
- 西區地景藝術燈區：時光寶河三部曲-電影之光、記憶之光、廟宇之光，王士芳。
- 西區自由創作燈區：你的初心是最美的光，楊士毅[10]。
- 西區親子互動燈區：樂不思鼠來尋寶，林昀橋。
- 西區北門光雕燈區：鼓動北門，陳怡潔。
- 西區祈福燈區：TOKYO GO，燈藝師陳祖榮。
- 西區地景藝術燈區：Light tube，瓦豆/江佶洋。

#### 中山堂廣場展區

##### 2020年臺北燈節全國各級學校花燈競賽主辦單位
- 指導單位：臺北市政府
- 主辦單位：臺北市政府教育局、臺北市政府觀光傳播局
- 承辦單位：臺北市立福安國民中學、臺北市立西門國民小學、臺北市立內湖國民中學[11]

###### 2020年臺北燈節小型花燈社會組得獎名單
| 編號 | 臺座編號 | 作品名稱              | 作者姓名                     | 得獎獎次 |
| ---- | -------- | --------------------- | ---------------------------- | -------- |
| 社1  | C1       | 春風拂綠柳 靈鼠跳松青 | 臺北市立建成國民中學花燈志工 | 特優     |
| 社2  | C2       | 如鼠家珍              | 黃麟傑                       | 佳作     |
| 社3  | C3       | 獅子踩球              | 桃園市大園區菓林國民小學     | 佳作     |
| 社4  | C4       | 戲鼠                  | 林怡璇個人工作室             | 優等     |
| 社5  | C5       | 豐收                  | 陳邵華個人工作室             | 甲等     |
| 社6  | C6       | 金鼠爆年              |                              | 優等     |
| 社7  | C7       | 玫瑰玫瑰我愛你        | 臺北市南港區成德國民小學     | 甲等     |

###### 本屆取消頒獎
- 避免群聚感染，配合中央防疫政策，本年度取消頒獎典禮[12]。

##### 108年度教師民俗藝術花燈製作教學研習主辦單位
108年度教師民俗藝術花燈製作教學研習參與的各學校老師在研習中完成的花燈作品，會在2020年臺北燈節中山堂廣場展區展出。
- 主辦單位：臺北市立建成國民中學[13]
- 初階班指導老師：林玉珠 (燈藝師)、李青芸
- 進階班指導老師：莊雅婷 (燈藝師)、李冠毅 (燈藝師)

## 外國花燈
該年台北市政府邀請其他國家製做有自己國家特色的花燈來台北燈節展出。

### 貝里斯花燈
中華民國在中美洲的友邦貝里斯在今年的臺北燈節展出融入馬雅遺址與民俗文化的花燈。
花燈的正面是金字塔，前方穿繽紛服飾和面具的舞者是來自馬雅文化鹿舞節的角色。這些戴著鹿、花豹、猴子等動物面具的舞者跳著當地傳統的舞蹈，並搭配著中美洲木琴的樂聲，象徵著大地生生不息與馬雅原住民的緊密結合。
花燈的背景是貝里斯拉馬奈馬雅遺址中最具特色的建築面具神廟金字塔。
貝里斯花燈地點在臺北西區中華路與開封街交叉口。
亮燈時間：
2/8(六)～2/16(日)
平日16:00～22:00
假日13:00～23:00。

### 關島花燈
美國關島花燈以「關島美麗傳說」當作主題，介紹關島原住民的查莫洛文化。
「關島美麗傳說」花燈中有一位關島開天闢地的萬物之主女神Futuna，查莫洛人是關島原住民，拉提石是查莫洛文化的代表也是房屋的基柱。
美國「關島美麗傳說」花燈地點在臺北西區中華路一段與漢口街一段交叉口，往開封街方向。

## 燈節期間相關表演與活動
- 2月16日(週日)晚上8點，臺北市政府觀光傳播局即將在捷運西門站廣場舉辦「聽見幸福」音樂會。當天現場邀請聲樂家簡文秀、三金歌王殷正洋、黑旋風、孫維廷、非比歐霸爵士樂團一起同台演唱。
- 為配合2020年台北燈節，原本只有在臺北捷運關渡站販售的財神到站發財金限定票卡，將於燈節期間在西門站販售[16]。

## 交通

### 臺北捷運
- 松山新店線北門站
- 松山新店線西門站
- 板南線西門站、南港站
- 松山新店線小南門站
- 淡水信義線台北車站5號出口、6號出口

### 火車高鐵
- 西區：可經由臺北地下街Y26、Y28出口及站前地下街Z9、Z10出口前往展演燈區
- 東區：自南港車站出站前往站前廣場即可至展演燈區（從北一北二門出口即可抵達展區）

### 公車
西區：
中華成都路口：9、12、202、205、206、212、218、223、231、242、246、249、250、252、253、260、262、304、307、310、604、624、658、660、662、670、671、701、706、797、965、中山幹線、重慶幹線、台北觀光巴士。
東區：
南港行政中心：203、205、212、276、281、306、306區、600、605、629、668、678、679區、711、896、小1區、小5、小5區、藍15、藍21、藍21副、藍23、藍39、民權幹線
捷運南港站 88、212直、270、市民小巴6、棕19、藍25、藍51
南港車站 551、小12、市民小巴6、棕19、藍21、藍39、跳蛙公車(水蓮山莊-南港車站)

## 特別現象

### 先行賞燈
- 臺北燈節每年都選在元宵節當天開幕。由於每一年的臺北燈節都造成燈節現場與捷運站人潮擠爆，所以有部份每年都會來臺北燈節觀賞花燈的民眾，會挑在臺北燈節還沒有開幕的前兩天（今年的前兩天是2月6日、2月7日兩日），帶家人先行來觀賞燈藝師組裝其參展的花燈與試燈。

### 現場維安
- 台北市政府警察局禁止民眾在燈節現場使用空拍機，一經發現，會進行攔截並依法處置。
- 台北市政府警察局禁止民眾攜帶「告白氣球」( 又稱波波球、發光氣球）、一般氣球、毒品、刀械、槍械、爆裂物等違禁物品[17]。

### 病毒預防
- 本屆燈節因2019新型冠狀病毒疫情延燒，台北市政府表示台北燈節將如期舉辦，除開閉幕、遊行規模縮小之外，也取消飲食攤位，避免民眾有把口罩拿下來的機會[18]。

## 外部連結
- 2020台北燈節官方網站
- 2020臺北燈節  臺北旅遊網（页面存档备份，存于）
- YouTube上的2020台北燈節宣傳影片(中英).2020臺北燈節官方帳號.2020年1月27日